# Turritis
Turritis là chi thực vật có hoa trong họ Cải.